# سپولترا
سپولترا (به پرتغالی: sepultura) یک گروه هوی متال برزیلی است که در سال ۱۹۸۴ در بلو هوریزونته به اسم sepultura  شکل گرفت. این گروه در اواخر دههٔ ۸۰ و اوائل دههٔ ۹۰ میلادی تأثیر عمده‌ای بر دث متال و ترش متال گذاشت
و در سال‌های بعد با پرداختن به هاردکور پانک، اینداستریال و اکستریم متال منشأ الهام گروه‌های سبک گروو متال شد.
گروه تا به امروز ۱۵ آلبوم استودیویی منتشر کرده‌است که از برجسته‌ترین آن‌ها می‌توان از خیزش (۱۹۹۱)، آشوب پس از میلاد (۱۹۹۳) و ریشه‌ها (۱۹۹۶) نام برد. تا سال ۲۰۱۱ حدود ۲۰ میلیون نسخه از آثار گروه در تمام دنیا به‌فروش رسیده و بارها در کشورهای مختلف گواهی طلا و پلاتینیوم دریافت کرده‌اند که از میان آن‌ها می‌توان به فرانسه، استرالیا، اندونزی، ایالات متحده، قبرس و برزیل اشاره کرد. سپولترا یک واژه پرتغالی و به معنای گور است.

## اعضای گروه

### اعضای کنونی[۷]
- پائولو جونیور - گیتار بیس، خواننده همراه (۱۹۸۵ تاکنون)
- آندره کیسر - گیتار اصلی، خواننده همراه (۱۹۸۷ تاکنون)، خواننده اصلی (۱۹۹۶–۱۹۹۸)

### اعضای سابق[۷]
- ایگور کاوالرا - درام، پرکاشن (۱۹۸۴–۲۰۰۶)
- مکس کاوالرا - خواننده اصلی (۱۹۸۵–۱۹۸۶)، گیتار همراه (۱۹۸۶–۱۹۹۶)، گیتار اصلی (۱۹۸۴–۱۹۸۶)
- کسیو - گیتار همراه (۱۹۸۴)
- وگنر لمونیر - خواننده اصلی (۱۹۸۴–۱۹۸۵)
- روبرتو رافان - گیتار بیس (۱۹۸۴–۱۹۸۵)
- بتو پینیا - درام (۱۹۸۴)
- روبرتو یو اف اُ - گیتار همراه (۱۹۸۴)
- جولیو سزار ویرا فرانکو - گیتار همراه (۱۹۸۵–۱۹۸۶)
- هایریو گیدز - گیتار اصلی (۱۹۸۵–۱۹۸۷)
- ژان دولابلا - درام، پرکاشن (۲۰۰۶–۲۰۱۱)

## آلبوم‌ها

### استودیویی
| نام آلبوم                                                 | معنی نام                    | تاریخ انتشار   |
| ۱. Morbid Visions                                         | بصیرت‌های وحشت‌آور            | ۱۰ نوامبر ۱۹۸۶ |
| ۲. Schizophrenia                                          | روان‌گسیختگی                 | ۳۰ اکتبر ۱۹۸۷  |
| ۳. Beneath the Remains                                    | هم‌چنان تحت فشار             | ۵ سپتامبر ۱۹۸۹ |
| ۴. Arise                                                  | خیزش                        | ۲۰ مارس ۱۹۹۱   |
| ۵. Chaos A.D.                                             | آشوب پس از میلاد            | ۲ سپتامبر ۱۹۹۳ |
| ۶. Roots                                                  | ریشه‌ها                      | ۲۰ فوریه ۱۹۹۶  |
| ۷. Against                                                | در برابر                    | ۶ اکتبر ۱۹۹۸   |
| ۸. Nation                                                 | ملت                         | ۲۰ مارس ۲۰۰۱   |
| ۹. Roorback                                               | نشر اکاذیب                  | ۲۶ مه ۲۰۰۳     |
| ۱۰. Dante XXI                                             | دانته ۲۱                    | ۲ مارس ۲۰۰۶    |
| ۱۱. A-Lex                                                 | آ-لکس                       | ۲۳ ژانویه ۲۰۰۹ |
| ۱۲. Kairos                                                | کایروس                      | ۲۰۱۱           |
| ۱۳. The Mediator Between Head and Hands Must Be the Heart | قلب باید رابط سر و دست باشد | ۲۰۱۳           |
| ۱۴. Machine Messiah                                       | ماشین مسیحا                 | ۲۰۱۷           |
| ۱۵. Quadra                                                | کوآدرا                      | ۲۰۲۰           |